# Sondo
Sondo is een bestuurslaag in het regentschap Bima van de provincie West-Nusa Tenggara, Indonesië. Sondo telt 1024 inwoners (volkstelling 2010).